# لی چونگ-یونگ
لی چونگ-یونگ (انگلیسی: Lee Chung-Yong؛ زاده ۲ ژوئیهٔ ۱۹۸۸) یک بازیکن فوتبال اهل کره جنوبی است.که در باشگاه فوتبال اولسان اچ‌دی بازی می‌کند.